# Краљевина Пруска
Краљевина Пруска била је немачка краљевина која је обухватала и делове данашње Пољске, Русије, Литваније, Данске и Чешке од 1701. до 1918. Оно је била водећа сила иза уједињења Немачке 1871. у Немачко царство све до његовог пораза у Првом светском рату. Краљевина је добила име по територији Пруској, иако је главна база краљевства било у Бранденбургу. Престоница државе је био Берлин.
Пруска је била велика сила од оснивања краљевине, мада је постала војна сила још као војводство за време војводе Фридриха Вилхелма.

## Историја

### Оснивање
Хоенцолерни из Бранденбурга су 1529. осигурали наслеђивање Померанијског војводства после низа сукоба, задобили њен источни део након Вестфалског мира.
Од 1618. Електоратом Бранденбург и Пруским војводством су путем персоналне уније владали припадници династије Хоенцолерн („Бранденбург-Пруска”). Бранденбург је био део Светог римског царства, а Пруско војводство пољски феуд. Током Другог северног рата, Уговором из Лабијауа и Уговором из Вехлау-Бромберга Хоенцолерни су добили суверенитет над Пруским војводством. Стога, у замену за савез против Француске у Рату за шпанско наслеђе, изборник краља Фридрих III се крунисао за „у Пруској” као Фридрих I 1701. године. Законски гледано, ниједно краљевство није могло постојати унутар Светог римског царства, осим Чешке. Међутим, Фридрих је, полазећи од тога да Пруска никада није припадала царству и да су Хоенцолерни потпуно суверени над њом, сматрао да је могао да уздигне Пруску у ранг краљевства.
Наслов „краљ у Пруској” је усвојен да се нагласи да су изборни кнезови краљеви само у њиховом бившем војводству. У Бранденбургу и деловима њиховог домена који су још увек били у Царству, они су правно гледано били само кнежеви изборници. Ипак, до овог периода ауторитет цара је био само номиналан. Владари разних територија Царства су се понашали као владари суверених држава, и само су формално признавали царев ауторитет. Стога, иако је Бранденбург остао део Царства до његовог краја 1806, од 1701. па надаље третиран је као de facto део краљевства. Међутим, због правне чињенице да су Хоенцолерни још увек били цареви поданици у територијама који су били делови царства, наставили су да користе титулу кнежева изборника Бранденбурга све до краја царства. Стање је било тако све до 1772. када је титула промењена у „краљ Пруске”.

### 1701—1721: Последице Тридесетогодишњег рата и Великог северног рата
Нова Краљевина Пруска била је врло сиромашна природним ресурсима и разорена Тридесетогодишњим ратом. Њена територија је била расута. Простирала се у дужини од 1.200 km од земаља у Пруском војводству на југоисточној обала Балтичког мора, до постојбине Хоенцолерна Бранденбурга и ексклава као што су били Клев, Марк и Равенсберг у Порајњу. Године 1708, отприлике једна трећина становништва Пруског војводства је била жртва куге. Куга је досегла Пренцлау у августу 1710, али на крају повукла пре него што је могло стићи до престонице Берлина, што је било само 80 km далеко.
Шведски пораз од Русије, Саксоније, Пољске, Данске-Норвешке, Хановера и Пруске у Великом северном рату (1700—1721) означио је крај значајне шведске моћи на јужним обалама Балтичког мора. У току Померанијског похода и по одредбама руско-шведског мира из Стокхолма (јануар 1720), Пруска је добила јужну Шведску Померанију са Шчећином.
Велики кнез-изборник је увео јункере, земљопоседничку аристократију, у чиновништво и војску своје краљевине. Повећано је занимање за пољску војску и образовни систем. Краљ Фридрих Вилхелм I је увео пруски обавезни образовни систем 1717.

### 1740—1760: Шлески ратови
Године 1740. на пруски престо ступио је краљ Фридрих II Велики. Користећи као изговор споразум из 1537. (на који је цар Фердинанд I ставио вето) којим је требало да делови Шлеске припадну Бранденбургу након нестанка своје владајуће династије Пјастовића, Фридрих је напао Шлеску, чиме је започео Рат за аустријско наслеђе. Након врло брзог заузимања Шлеске, Фридрих је понудио своју заштиту надвојвоткињи Марији Терезији, ако се покрајина преда њему. Понуда је одбијена, али Аустрија се суочила неколико других противника, а Фридрих је на крају могао да добије формални уступак споразумом из Берлина 1742.
На изненађење многих, Аустрија је успешно успела обновити рат. Године 1744. Фридрих је напао опет како би спречио одмазду и захтевао је, овај пут, Чешку. Није успео, али француски притисак на аустријског савезника Велику Британију довео је до низа споразума и компромиса, што је кулминирало 1748. године споразумом из Ахена којим је обновљен мир и Пруској је остављена већина Шлеске.
Понижена због уступања Шлеске, Аустрија је радила на осигуравању савеза с Француском и Русијом („Дипломатска револуција”), док је Пруска одвучена у британски табор формиравши Англо-пруски савез. Кад је Фридрих превентивно напао Саксонију и Чешку током неколико месеци током 1756—1757, покренуо је Седмогодишњи рат који се такође може сматрати првим светским ратом, јер се водио на три континента (Европи и у француским и британским колонијама у Америци и Азији).
Тај рат је за пруску војску био очајна борба, а чињеница да је успео увући велики део Европе у рат сведочила је о Фридриховим војним вештинама. Суочен истовремено са Аустријом, Русијом, Француском и Шведском и само са Хановером (и острвском Великом Британијом) као значајним савезником, Фридрих је успео спречити озбиљну инвазију до октобра 1760, када је руска војска накратко заузела Берлин и Кенигсберг. Ситуација је постајала све неповољнија, све до смрти Јелисавете (Чудо династије Бранденбург). Ступање на власт прусофила Петра III ослободило је Пруску притиска на источном фронту. Шведска се повукла из рата у отприлике исто време.
Победивши аустријску војску у бици код Буркерсдорфа и ослањајући се на наставак британског успеха против Француске у рату у колонијама, Пруска је коначно могла успоставити status quo ante bellum на континенту. Овај резултат је потврдио велику пруску улогу у немачким покрајинама и учврстио земљу као велику европску силу. Фридрих, згрожен скоро потпуним поразом Пруске, провео је остатак свог живота као много мирољубиви владар.

### 1772, 1793 и 1795: Поделе Пољско-литванске уније
На истоку и југу Пруске, Пољско-литванска унија је постепено слабила током 18. века. Забринут због све већег руског утицаја у пољским унутрашњим пословима и могућег ширења Руске Империје, Фридрих II је имао значајну улогу у покретању прве поделе Пољске између Русије, Пруске и Аустрије године 1772. како би одржао равнотежу снага. Краљевина Пруска је припојила већину пољске покрајине „Краљевске Пруске”, укључујући Вармију. Припојене земље су следеће године организоване у покрајину Западна Пруска. Нова територија се прикључила покрајини Источној Пруској (подручје претходно познато као Пруско војводство) са Померанијом, чиме су уједињене источне територије краљевства.
Након што је Фридрих преминуо 1786. године, његов нећак Фридрих Вилхелм II је наставио поделу, стекавши велики део западне Пољске 1793. Године 1795. Краљевина Пољска је престала постојати, а велико подручје (укључујући и Варшаву) према југу Источне Пруске је постало део Пруске. Ове нове територије су организоване у покрајинама Нова Шлеска, Јужна Пруска и Нова Источна Пруска.

### 1801—1815: Наполеонови ратови
Базелским миром (1795) завршен је Рат прве коалиције против Француске. По њему су Прва француска република и Пруска прописале да ће Пруска осигурати неутралност Светог римског царства у свим његовим подручјима северно од линије раздвајања на реци Мајни, укључујући и британске копнене доминионе Хановер и војводство Бремен-Верден. У ту сврху, Хановер (укључујући Бремен-Верден) су такође морали да дају одреде за тзв. раздвајајућу војску за одржавање стања наоружане неутралности.
Током Рата друге коалиције против Француске (1799—1802) Наполеон Бонапарта је тражио од Пруске да освоји континенталне британске поседе. Године 1801. 24.000 пруских војника је напало, изненадивши Хановер, који се предао без борбе. У априлу 1801. пруски војници су стигли у Штаде, престоницу Бремен-Вердена и тамо остали до октобра исте године. Уједињено Краљевство је у почетку игнорисало пруско непријатељство, али када се придружило про-француској коалицији наоружаних „неутралних” сила, као што су Данска-Норвешка и Русија, Велика Британија је почела да пресреће пруске бродове. Након битке код Копенхагена (1801) коалиција се распала и Пруска је опет повукла своје одреде.
На Наполеонов подстицај, Пруска је поново заузела британски Хановер и Бремен-Верден почетком 1806. На дан 6. августа исте године Свето римско царство је укинуто након Наполеонових победа над Аустријом. Титула Kurfürst (изборни кнез) Бранденбурга је постала бесмислена, па је избачена из употребе. Међутим, Фридрих Вилхелм III је сада био de jure и de facto суверен свих поседа Хоенцолерна. Раније су хоенцолерски суверени носили бројне титуле и круне, од Врховног гувернера протестантских цркава (summus episcopus) до краља, изборног кнеза, великог војводе, војвода разних регија и територија под његовом влашћу. После 1806. Фридрих Вилхелм III је једноставно био само краљ Пруске и summus episcopus.
Међутим, након што се Пруска окренула против Француског царства и била поражена у бици код Јене (11. новембра 1806), краљ Фридрих Вилхелм III је био присиљен да привремено побегне у удаљени Мемел. Након Тилзитског мира 1807, Пруска је изгубила око половину своје територије, укључујући и земље задобијене другом и трећом поделом Пољске (која је сада потпала под Варшавско војводство) и све земље западно од Елбе. Француска је поново освојила Хановер, укључујући и Бремен-Верден. Остатак краљевства је био под окупацијом француских војника (о пруском трошку), а краљ је био дужан да склопи савез са Француском и придружи се Континенталном систему.
Након Наполеоновог пораза у Русији, Пруска је напустила савез и учествовала је у Шестој коалицији током „ослободилачког рата” против француске окупације. Пруски војници под маршалом Гебхардом Леберехтом фон Блихером су значајно допринели у бици код Ватерлоа 1815. и коначној победи над Наполеоном.

### Након Наполеона
Пруска награда за свој удео у поразу Француске је дошла на Бечком конгресу, где је Пруска добила већину својих изгубљених територија и још више, укључујући и 40% Краљевине Саксоније и већи део Порајња. Велики део територија добијен у трећој подели Пољске додељено је Конгресној Пољској под руском влашћу.
Са овим пруским територијалним добицима, краљевство је реорганизовано у десет провинција. Већина краљевства, осим провинција Источне Пруске, Западне Пруске и Посена, постало је део нове Немачке конфедерације, конфедерације 39 суверених држава које су замениле укинуто Свето римско царство.
Фридрих Вилхелм III је подвргнуо Пруску бројним административним реформама, међу осталима реорганизацији владе путем министарстава, што је остало формативно следећих сто година.
Што се тиче религије, реформисани калвинист Фридрих Вилхелм III, као врховни гувернер протестантских цркава, покренуо је свој дугогодишњи пројекат (започет 1798.) да се уједине евангеличке и реформисане цркве године 1817. (тзв. Пруска унија). Калвинистичка мањина га је снажно подржавала, а лутеранска већина нешто мање, па је створена јединствена протестантска Евангелистичка црква у Пруској. Међутим, сукоби које су уследили произвели су 1830. трајни раскол између уједињених лутерана и старих лутерана.
Као последица револуција из 1848, кнежевине Хоенцолерн-Сигмаринген и Хоенцолерн-Хехинген (којима је владала католичка кадетска грана династије Хоенцолерн) су припојене Пруској 1850. године, и касније уједињене у провинцију Хоеенцолерн.

### Немачки ратови за уједињење
Пола века након Бечког конгреса трајао је сукоб идеала у Немачкој конфедерацији између формирања једне немачке нације и очувања постојећих мањих немачких држава и краљевина. Стварање немачке царинске уније (Zollverein) 1834, која је искључила Аустријско царство, повећало је пруски утицај над државама чланицама. Као последица револуција из 1848, краљу Фридриху Вилхелму IV је понуђена круна уједињене Немачке у Франкфуртском парламенту. Фридрих Вилхелм одбио је ту понуду уз образложење да револуционарна скупштина не може додељивати краљевске титуле. Али постојала су и друга два разлога због којих је одбио: ако би то учинио то би мало допринело окончању унутрашње борбе за власт између Аустрије и Пруске, а сви пруски краљеви (укључујући и Вилхелма I) су страховали да би формирање немачког царства означило крај пруске независности међу немачким државама.
Године 1848, акције која је предузела Данска према војводствима Шлезвиг и Холштајн довеле су до Првог шлезвишког рата (1848—1851) између Данске и Немачке конфедерације. Данска је однела победу.
Фридрих Вилхелм је објавио први пруски устав својом одлуком 1850. године. Овај документ умерен по мерилима тог времена, али конзервативан по данашњим мерилима, створио је два дома парламента. Доњи дом или законодавно тело су бирали сви порески обвезници, који су били подељени у три категорије чији су гласови вредели у зависности од износа плаћеног пореза. Жене и они који не плаћају порез нису имали право гласа. То је омогућило да нешто више од трећине бирача изабере 85% законодавног тела. Горњи дом, који је касније преименован у „Дом кнезова”, именовао је краљ. Он је задржао пуну извршну власт и министри су били одговорни само њему (заиста, и до 1910. пруски краљеви сматрали су да владају по божанском праву). Као резултат тога, власт земљопоседничке класе, јункера, остала је непрекинута, нарочито у источним провинцијама.
Фридрих Вилхелм је претрпео мождани удар 1857. године, а његов млађи брат, кнез Вилхелм, постао је регент. Вилхелм је водио знатно умеренију политику и стекао довољно снаге године да је после смрти Фридриха Вилхелма 1861. могао да постане краљ Вилхелм I захваљујући својим способностима. Међутим, убрзо након доласка на престо, суочио се спором са својим парламентом око величине војске. Парламент, којим су доминирали либерали, уступио је пред Вилхелмовом жељом да се повећа број пукова и ускратио одобрење за буџет који би то одобрило. У пат-позицији која је уследила, Вилхелм је разматрао да абдицира у корист свог сина, принца Фридриха Вилхелма. Међутим, ипак су га уверили да именује за премијера Ота фон Бизмарка, велепосланика у Француској. Бизмарк је преузео дужност 23. септембра 1862.
Иако је Бизмарк имао углед чврстог конзервативца, он је у почетку био спреман тражити компромис у питањима који су се тицали буџета. Међутим, Вилхелм је одбио расправе о тому, јер је сматрао да су војна питања искључива надлежност владара. Увучен у политику сукоба, Бизмарк је смислио теорију романа. Према уставу, краљ и парламент су били одговорни за усаглашавање буџета. Бизмарк је тврдио да будући да није дошло до споразума, постоји „рупа” у уставу, па је влада морала наставити да прикупља порезе и исплаћује средства у складу са старим буџетом како би наставила са радом. Влада је тиме деловала без новог буџета од 1862. до 1866, чиме је Бизмарку омогућено да спроведе Вилхелмове војне реформе.
Либерали су жестоко осудили Бизмарка као кршитеља основних закона. Међутим, Бизмарков прави план је био у складу с либерализмом. Иако се раније одупирао немачком уједињењу, сада је дошао до уверења да је оно неизбежно. По његовом мишљењу конзервативне снаге су морале преузети вођство у процесу стварања јединствене нације. Такође је веровао да су либерали средње класе желели уједињену Немачку више него што су хтели разбити стеге традиционалних снага у друштву. Он је тако кренуо у процес стварања уједињене Немачке под пруским вођством, и водио је Пруску кроз три рата чиме је на крају постигао тај циљ.
Први од тих ратова је био Други шлезвички рат (1864), који је започела Пруска и успела у добијању аустријске помоћи. Данска је била тешко поражена и предала је и Шлезвиг и Холштајн Пруској, односно Аустрији.
Подељена управа над Шлезвигом и Холштајном је затим постала окидач за Аустријско-пруски рат (1866), у ком је Пруска, у савезу с Краљевином Италијом и разним северним немачким државама, објавила рат Хабзбуршкој монархији. Коалиција предвођена Аустријом је била сломљена, а Пруска је анектирала четири мање савезнице-Краљевину Хановер, Електорат Хесен, Војводство Насау и Слободни град Франкфурт. Пруска је такође припојила Шлезвиг и Холштајн и такође ефективно анектирала Саxе-Лауенбург натеравши га у персоналну унију с Пруском (која је претворена у пуну унију 1876. године). Краљ Вилхелм је у почетку хтео територију саме Аустрије, али га је Бизмарк уверио да одбаци ту замисао. Иако је Бизмарк желео да Аустрија не игра никакву будућу улогу у немачким питањима, он је и даље сматрао да би Аустрија могла бити важан будући савезник.
С тим територијалним добицима, пруски поседи у Порајњу и Вестфалији су по први пут спојени на остатком краљевства. Рачунајући на de facto припајање Саxе-Лауенбурга, Пруска се сада пружала непрекидно преко северне две трећине Немачке. Остаће на том обиму до збацивања монархије 1918.
Бизмарк је искористио ову прилику да доврши буџетски спор с парламентом. Он је предложио закон о надокнади штете којим му се даје ретроактивно одобрење за управљање без законског буџета. Претпостављао је, тачно како се испоставило, да ће то довести до поделе између његових либералних противника. Док су неки од њих тврдили да не сме бити компромиса с начелима уставне власти, већина либерала одлучила је да подржи закон у нади да ће се постићи више слободе у будућности.
Немачка конфедерација се распала у склопу рата. Уместо ње, Пруска је ујединила 21. државе северно од Мајне основавши године 1867. Севернонемачку конфедерацију. Пруска је била доминантна држава у овој новој конфедерацији, чинећи четири петине њене територије и становништва. Њена готово тотална контрола је потврђена у уставу који је написао Бизмарк. Извршна власт је поверена председнику — пруској круни у складу с наследним правом. Њему је помагао канцелар одговоран само њему. Ту су и два дома парламента: доњи дом или Рајхстаг, био је изабран на темељу општег бирачког права мушкараца. Горњи дом, или Бундесрат (Савезно веће) именовале су државне власти. Бундесрат је у пракси био јачи. Пруска је имала 17 од 43 гласа, и лако је могла контролисати поступак кроз савезе с другим државама. За све намере и сврхе, новим груписањем је доминирао Бизмарк. Он је служио као властити министар спољних послова за готово цело време свог мандата као премијера Пруске, а у том својству је био у могућности да упућује пруског заступника за Бундесрат.
Јужне немачке државе (осим Аустрије) су биле присиљене да прихвате војне савезе с Пруском, и Пруска је започела кораке како би их спојила са Севернонемачком конфедерацијом. Бизмарково планирано уједињење Немачке у виду мале Немачке је дошло знатно ближе остварењу.
Завршни чин ових догађања био је Француско-пруски рат (1870), где је Бизмарк натерао француског цара Наполеона III да објави рат Пруској. Активиравши савезе који су успостављени након аустро-пруског рата, немачке државе су се окупиле и брзо поразиле Француску. Чак и пре тога, Бизмарк је био у могућности да доврши посао уједињења Немачке под пруским вођством. Патриотски занос изазван ратом с Француском био је превише за преостале противнике јединствене нације, па је 18. јануара 1871. (170. годишњица крунисања првог пруског краља Фридриха I) проглашено Немачко царство у Дворани огледала у Версајској палати код Париза, док је делови француског главног града и даље били под опсадом. Краљ Вилхелм постао први цар уједињене Немачке.

### 1871—1918: Врхунац и пад
Бизмарково ново царство је била најмоћнија држава на континенту. Пруска доминација над новим царством била је готово једнака као и у Севернонемачкој конфедерације. Пруска је имала две трећине територија царства и три петине становништва. Царска круна је била наследство династије Хоенцолерн. Пруска је такође имала велику већину места у Бундесрату, а као и пре могла је контролисати одлуке. Царска војска је у суштини била увећана пруска војска, а амбасаде новог царства су углавном биле старе пруске амбасаде.
Међутим, семе за будуће проблеме лежало је у несразмери између царског и пруског система. Царство је давало право гласа свим мушкарцима преко 25 година. Међутим, Пруска је задржала рестриктивни трокласни систем гласања, у којем је имала 17,5 пута већу гласачку моћ од остатка становништва. Како је царски канцелар био, осим у два раздобља (јануар-новембар 1873. и 1892—1894), и премијер Пруске, ово је значило да су краљ/цар и премијер/канцелар морали да траже већине у скупштинама изабраним на два потпуно различита система.
У време стварања царства, две трећине и Пруске и Немачке су биле руралне. У року од 20 година, ситуација је била обрнута, градови су чинили две трећине становништва. Међутим, и у краљевству и царству, границе изборних јединица никада нису били поново повучене тако да одражавају растућу популацију и утицај градова. То је значило да су рурална подручја била значајно презаступљена од 1890. па надаље.
Бизмарк је схватио да је остатак Европе био скептичан у погледу његова новог снажног Рајха, и посветио се на очување мира, и у сагласности са тим деловао на Берлинском конгресу. Ново Немачко царство побољшало је своје већ јаке односе с Великом Британијом. Везе између Лондона и Берлина биле су запечаћене са златним гајтаном из 1858, када је принц Фридрих Вилхелм од Пруске оженио британску принцезу Викторију.
Вилхелм је умро године 1888, а принц је доспео на престо као Фридрих III. Нови цар, одлучни англофил, планирао је претворити Пруску и царство у либералнију и демократскију монархију по британском моделу. Међутим, он је умро након само 99 дана на престолу и наследио га је његов 29-годишњи син, Вилхелм II. Као дечак, Вилхелм се бунио против родитељских напора да га образују као либерала и постао темељито прусијанизиран под Бизмарковим туторством. Нови цар је брзо покварио односе с британском и руском царевском породицом (упркос томе што им је био блиски рођак), и постао је њихов супарник и на крају њихов непријатељ.
Након немачког пораза у Првом светском рату, Немачко царство и Пруско краљевство су укинути.

## Политика
Краљевина Пруска била апсолутна монархија до револуција 1848. у немачким земљама, након чега је Пруска постала уставна монархија, а Адолф Хајнрих фон Арним-Бојценбург је изабран за првог првог пруског премијера. Након пруског првог устава, формиран је дводомни парламент. Доњи дом или законодавно тело у Немачкој је бирано од свих порезних обвезника, који су били подељени у три разреда према износу плаћених пореза. То је омогућило да нешто више од 25% бирача бире 85% законодавног тела, чиме је осигурана доминација добростојећег становништва. Горњи дом, који је касније преименован у пруски дом кнезова, именован је од стране краља. Он је задржао пуну извршну власт и министри су били одговорни само њему. Као резултат тога, стега земљопоседничке категорије, јункера, остала је непрекинута, нарочито у источним покрајинама. Пруска тајна полиција (из које се касније изродио Гестапо), формирана као одговор на револуције из 1848. у немачким покрајинама, помагала је конзервативну владу.

## Административна подела
Првобитно језгро Краљевине Пруске били су Бранденбуршка марка и Пруско војводство који су заједно формирали Бранденбург-Пруску. Провинција Онострана Померанија била је у пруском поседу од 1653. Заједно са Шведском Померанијом, која је од Шведске добијена 1720. и 1815, ова регија формирала је провинцију Померанију. Пруски добици у Шлеским ратовима довело су до формирања покрајине Шлеске 1740. године.
Након прве поделе Пољске 1772. године, новоприпојена Краљевска Пруска и Вармија постале су покрајина Западна Пруска, док је Пруско војводство (заједно с делом Вармије) постало провинција Источна Пруска. Осталим присаједињењима дуж реке Нотећ настао је округ Неце. Након друге и треће поделе Пољске (1793—1795), од нових пруских територија су настале провинције Нова Шлеска, Јужна Пруска и Нова Источна Пруска, a округ Неце је подељен између Западне и Јужне Пруске. Ове три провинције били су на крају препуштене Конгресној Пољској након Бечког конгреса 1815. године, осим у западном делу Јужне Пруске, које ће чинити део Великог Познањског војводства.
Након великих западних добитака Пруске након Бечког конгреса, укупно је основано десет провинција, а свака од њих се делила даље на мање управне регије познате као управни окрузи. Покрајине су биле:
- Покрајина Бранденбург
- Покрајина Источна Пруска
- Покрајина Јилих-Берг-Клев
- Велико Војводство Доња Рајна
- Покрајина Померанија
- Велико војводство Позен (аутономно, изван Немачке конфедерације)
- Покрајина Саксонија
- Покрајина Шлеска
- Покрајина Западна Пруска
- Покрајина Вестфалија

Године 1822. покрајине Јилих-Берг-Клев и Доња Рајна су формирале Рајнску покрајину. Године 1829. покрајине Источна и Западна Пруска спојили су се у покрајину Пруску, али одвојене покрајине су поново формиране 1878. године. Кнежевине Хоенцолерн-Сигмаринген и Хоенцолерн-Хехинген су анектиране 1850. и формиране у покрајину Хоенцолерн.
Након пруске победе у Аустријско-пруском рату 1866, територије припојене Пруској су реорганизоване у три нове покрајине: Хановер, Хесен-Насау и Шлезвиг-Холштајн.